# Ігленик
Ігленик (словен. Iglenik) — поселення в общині Ново Место, регіон Південно-Східна Словенія, Словенія. Висота над рівнем моря: 441,8 м.